# Колегіуми давнього Львова
Коле́гіуми да́внього Льво́ва — навчальні заклади, які були закладені протягом XVII—XVIII ст., перетворивши місто на найбільший освітній центр тогочасної України. Якщо у XVII ст. заклади єзуїтів, театинців слугували для католицького виховання шляхти, підготовки священиків, то у XVIII ст. значну частину навчальних програм займали природничі і точні науки.

## Колегіум єзуїтів

Колегіум єзуїтів на початку XX ст.

Перші значні фундуші для початку навчання молоді єзуїтами надали сандомирський воєвода, староста львівський Єжи Мнішек, Зофія Мелецька — донька Миколая Мелецького, вдова князя Івана Симеона Олельковича-Слуцького (†1592), на якому вигас цей рід і який обіцяв 1590 року єзуїтам відкрити у Львові академію. Перші відомі згадки про діяльність закладу єзуїтів походять з 1606 року. Через два роки король Сигізмунд III Ваза видав декрет, яким остаточно закріпив за єзуїтами місце під міським муром для будівництва костелу і колегіуму, завдяки чому восени 1608 було набрано перших 200 учнів колегіуму. Вони вивчали граматику і Синтаксис латинської мови, поетику, риторику (1609), логіку, математику, фізику (1612), теологію. У 1630 році тут безкоштовно навчалось 700 учнів, існувала бурса для 12 незаможних учнів. Найвідомішими учнями колегіуму стали гетьман Богдан Зиновій Хмельницький та воєвода руський, князь Ярема Вишневецький, молдавський історик Уреке Григорій.
У вересні 1658 на генеральному з'їзді провінції єзуїтів у Кракові вперше було ухвалене звернення до генерала ордену про створення університету на базі колегіуму у Львові. На створення академії райця Марцін Анчевський пожертвував 30000 злотих. Аналогічне звернення до короля Яна Казимира прийняв магістрат міста.
На 1615 рік було куплено обладнання для друкарні колегіуму, перші відомі видання якої походять з 1642 року. До кінця століття двічі оновлювали шрифти друкарні, було опубліковано 61 назв книг, а ректор Ян Бєльський відвів для неї спеціальне приміщення. У XVIII ст. у друкарні працювали гравери А. Недбалович, Н. Зубжицький, Я. Лях. У 1700—1725 роках вийшло 75 назв книг, у 1726—1750 роках 272 назви, у 1750—1773 роках — 183 назви. Провінціал єзуїтів Томаш Дунін 1744 дозволив друкарні видавати підручники для закладів єзуїтів у Малопольщі і Русі.
Першим ректором був Якуб Вуєк. Одним з очільників був Анджей Семенський.

## Колегія театинів

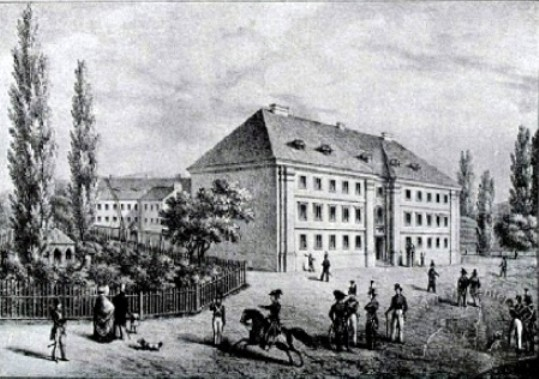
«Червоний кляштор» на літографії К. Ауера. Сер. XIX ст.

Для навчання вірменської молоді, підготовки вірменських священиків і успішного впровадження унії на землях Руського, Подільського воєводств вірменський архієпископ Микола Торосевич 1671 запросив до Львова ченців театинців для відкриття папського колегіуму. Архієпископ віддав тісні будівлі пустуючого вірменського монастиря при церкві Св. Хреста у розпорядження ченцям, для яких 1744 розпочав їхню ґрунтовну перебудову архітектор Бернард Меретин. Він перебудував будівлі монастиря, біля яких прибудував костел св. Казимира Королевича, оздобленням котрого займався видатний скульптор Йоган Георг Пінзель. На ту пору через значну кількість охочих навчатись у їхньому закладі театинці розпочали будівництво нового нового монастиря, куди перебрались 1747 року, продавши старі будівлі ченцям місіонерам (лазаристам).
Будівництво нового конвікту під Високим замком театинці змогли розпочати завдяки фундації королевича Якуба Людвіґа Собеського, який подарував їм земельну ділянку. Надто дорогий проект римського архітектора Ніколо Сальві спростив і пристосував для місцевих умов Гаетано Кіавері (1730).
Колегія була закрита австрійцями 1785 року, а будівлі передані під артилерійські казарми. Від червоного кольору дахівки його звали «Червоним кляштором».

## Collegium Nobilium єзуїтів

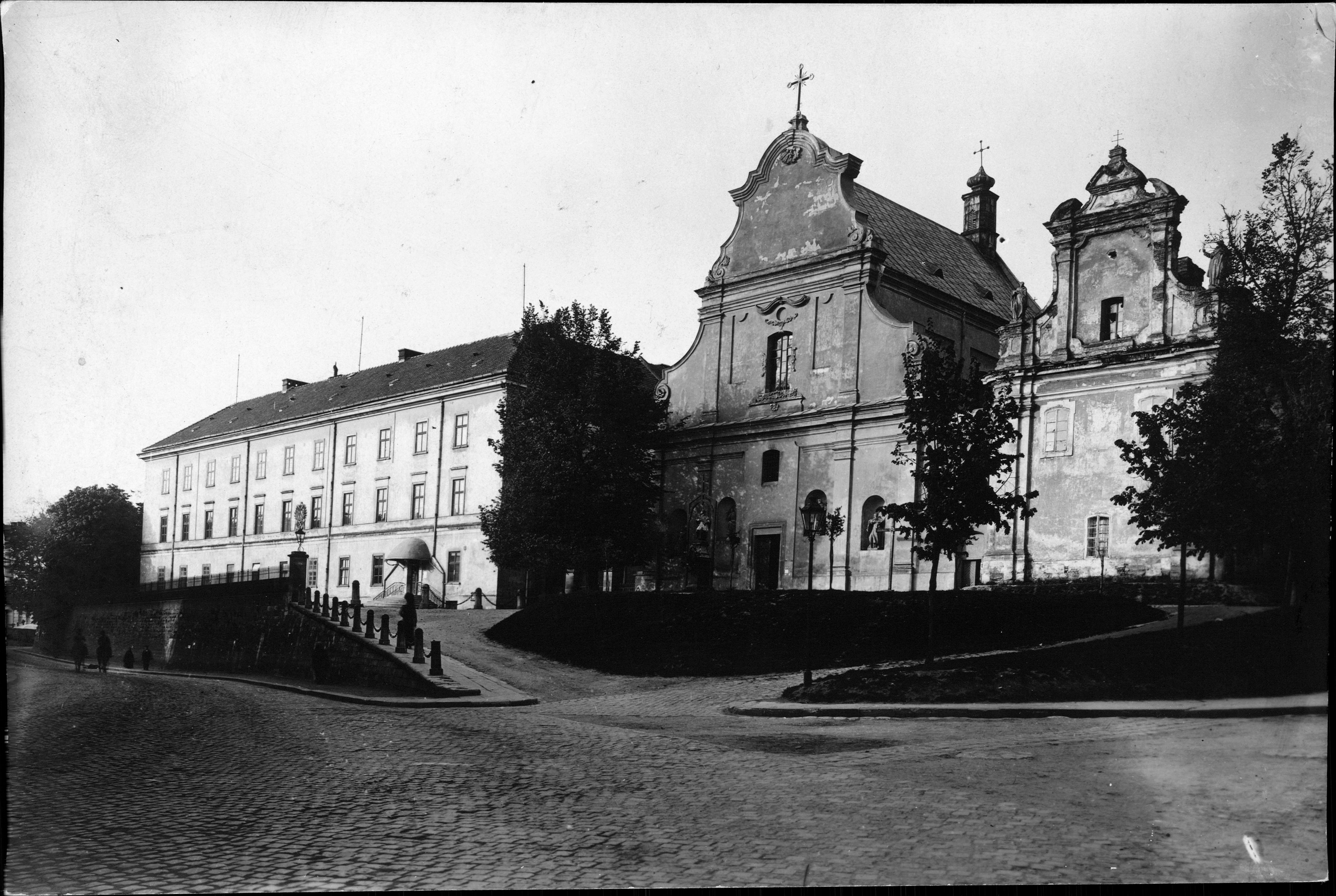
Давній колегіум єзуїтів (зліва)

Задля випередження ініціативи піярів єзуїти вирішили відкрити у Львові свій шляхетський «Collegium Nobilium» — перший у Речі Посполитій. Для цього навесні 1749 року (у вересні відкрито) до міста прибув Юзеф Гловер, який здійснив перебудову Гловерівської кам'яниці на вулиці Руській під Високим міським муром, купленої єзуїтами 1724 року, і 14 років був ректором закладу. Гловер розповсюдив рекламні проспекти колегіуму, де вихваляв переваги закритого закладу для виховання шляхетської молоді і де навчання мало відбуватись за взірцем аналогічних закладів Риму і Відня задля виховання майбутніх політиків, військових. У навчанні перевага надавалась вивченню історії, права Речі Посполитої, мов польської, німецької, французької, написанню офіційних листів, навчанню виголошення промов, ведення диспутів задля виховання у дусі патріотизму і релігійності. Учні вивчали географію, математику, архітектуру (цивільну і військову), військову тактику, астрономію, філософію, гру на музичних інструментах, брали уроки танців, верхової їзди, фехтування, ставили театральні вистави, брали участь у диспутах. Скажімо, для вивчення військової справи 1747 року у Львові видали підручник Фаустина Ігнатія Ґродзицького SI «Scientia artium militarium». За науки, що не були передбачені в програмі «Ratio studiorum» (1599), єзуїти брали платню з батьків. До колегіуму приймали виключно шляхтичів з 8 років, що вміли читати і писати, знали основи латини, а навчання тривало 2-3 роки. Практикували публічний іспит випускників за участі іменитих гостей (скажімо, 1757 року був присутнім великий литовський гетьман Михайло Казимир Радзивілл «Рибонька»).
Близько 20 учнів мали дотримуватись правил закладу, розпорядку, ночувати у бурсі, де були 2- і 4-місні кімнати. Учнів селили за класами, на поверсі у бурсі жив один з викладачів, чисельність яких становила 5-10 осіб. Серед учнів колегіуму були представники родів Потоцьких, Красицьких, Стадницьких, Грабінських, Скарбеків.
Згідно з папським бреве від 21 липня 1773 Товариство Ісусове було розпущено, що призвело до закриття колегіуму. Після відновлення ордену єзуїти 1820 року повернулись до міста. Оскільки будівля «Collegium Nobilium» належала іншим власникам, то єзуїти почали будувати нову будівлю за проектом Штадлера Фіделіса (1839—1844) поблизу давнього монастиря тринітаріїв. 1848 року в ході «весни народів» їх знову прогнали і будівлю зайняло військо.

## Колегія піярів

Колегіум піярів

У столиці Речі Посполитої Варшаві 1740 року піяр, прихильник ідей Просвітництва Станислав Конарський (1700—1773) заклав Колегіум Нобіліум (початково лат. Collegium Novum) з 8-річним навчанням. На відміну від закладів єзуїтів тут меншу увагу надавали вивченню латинської і грецької мов, надаючи перевагу вивченню природничих наук, математики, філософії. У Львові 1748 року львівський суфраган Самуель Ґловінський за підтримки Станіслава Конарського звернувся до папи Бенедикта XIV, короля Августа III Веттіна-Саса з пропозицією закласти конвікт піярів, які появились в місті ще 1718 року. За зразком варшавського закладу його вирішили назвати Колегіум Нобіліум, хоча була поширеною назва Назареум, як у римського колегіуму. Також за зразок фасаду будівлі використали римську базиліку Сан-Джованні-на-Латерно. Через протидію єзуїтів колегіум відкрили лише 1758 року, а 19 травня 1760 було закладено наріжний камінь будівлі за проектом архітектора Франческо Плаціді чи Паоло Фонтана. Через протидію єзуїтів до будівництва будівлі закладу приступили з червня 1764 року. Роботи тривали до 1776 року під керівництвом архітектора Франциска Ксаверія Кульчицького. Зі смертю фундатора колегіуму єпископа Самуеля Ґловінського припинилось фінансування будівництва. Хоча на той час було недобудоване ліве крило, будівля колегії була найбільшою і найпомпезнішою в тогочасному місті, що не мала аналогів на теренах Руського воєводства. Чи не єдиним гідним суперником був колегіум єзуїтів у Кременці на Волині.
1784 року згідно з декретом австрійського ерцгерцога, імператора Йозефа II у Львові планували відкрити університет, колегіум піарів, де перебувало 9 ченців, попереднього року закрили в час церковної реформи нової австрійської влади. Спорожнілу будівлю передали для створення загального шпиталю. Завершеного вигляду будівля тепер вже шпиталю набула 1885 року, коли добудували її східне крило.

## Освіта
У Краківському університеті протягом XV—XVI ст. навчалось близько 800 русинів, серед яких було 108 вихідців зі Львова. Для бідних, але здібних студентів литвинів і русинів, професор Ян Існер на Вишневій вулиці заклав 1409 бурсу. Вихідці з Русі навчались у Сорбоні ще 1253 року. Петро Кордован, 1368 р. (Іван з Рутенії). Львівський русин Станіслав Білецький навчався 1561 у Кенігсберзі, де його як бідного, але здібного студента звільнили від плати за навчання. Через значний наплив вихідців з Русі з 1567 в європейських університетах почали відмічати студентів «рутенської» нації. В цей час близько 20 русинів навчаються в університеті Лейпцига. Немало львів'ян навчалось в Падуї, Болоньї. Але найбільше вихідців зі Львова викладало і навчалось у Академії Замостя, закладеної 1594 з благословення папи Климента VII. Папа своєю буллою дозволив в академії надавати звання докторів права, філософії, медицини, а Іван Грех на своїй землі заклав при медичному факультеті шпиталь для бідних «грецької і руської» віри.

## Університет
Згідно з Гадяцькою мирною угодою 1658 в Україні допускалась діяльність двох православних академій. Крім Києво-Могилянської академії друга академія мала постати у Львові на базі братської школи, але в одному місті могла існувати лише одна академія. Для недопущення створення у Львові руської академії було отримано привілей Яна II Казимира від 20 січня 1661 про надання колегіуму єзуїтів на гідності Академію і титулу університету з правом встановлення генеральних студій на кожному з дозволених факультетів — теології як схоластичної, так і моральної, філософії, математики і обох прав, медицини і вільних мистецтв, надання наукових ступенів магістра, ліценціата, доктора. Привілей опротестував Краківський університет, де не бажали бачити конкурентів на теренах Польщі, що підтримало світське духовенство, противники єзуїтів. Внаслідок цих кроків колегіум так і не став закладом вищого рівня, адже ні Сейм, ні Римська Курія не підтвердили королівського привілею. На 1667 вісім викладачів колегіуму-університету навчало близько 500 студентів на відділеннях філософському (навчання 2-3 роки) та теологічному (навчання 4 роки). З 1744 було відкрито кафедру математики, астрономічну обсерваторію. До 17 викладачів навчало тоді близько 700 студентів, зокрема польської, французької, німецької мов, географії, історії. Привілей Яна Казимира на заснування академії підтвердив 1758 король Август III Веттін, призначивши урочисте відкриття на 11 грудня 1759 року. Цього разу хвилю протестів розпочав ректор ледь живої кафедральної школи. Його знову підтримало світське духовенство, магістрат Львова, які оголосили бойкот академії. Остаточно суд визнав акт закладення незаконним.
Для закладення університету у Львові австрійці призначили будівлі монастиря тринітаріїв. 17 червня 1784 уряд затвердив список викладачів та бюджет університету, який повинен був складатись з 4 факультетів: філософського, юридичного, медичного, теологічного. Університет урочисто відкрили 16 листопада 1784 року.